# Enmore (Canada)
Pour les articles homonymes, voir Enmore.
Enmore est une communauté dans le comté de Prince de l'Île-du-Prince-Édouard, Canada, au sud-est de O'Leary.